# Cheilotrichia fully
Cheilotrichia fully là một loài ruồi trong họ Limoniidae. Chúng phân bố ở miền Cổ bắc.